# Gewöhnliches Greiskraut
Das Gewöhnliche Greiskraut (Senecio vulgaris), auch Gewöhnliches Kreuzkraut, Gemeines Greiskraut oder Gemeines Kreuzkraut, ist eine der häufigsten Arten aus der Gattung der Greiskräuter (Senecio) innerhalb der Familie der Korbblütler (Asteraceae).

## Beschreibung

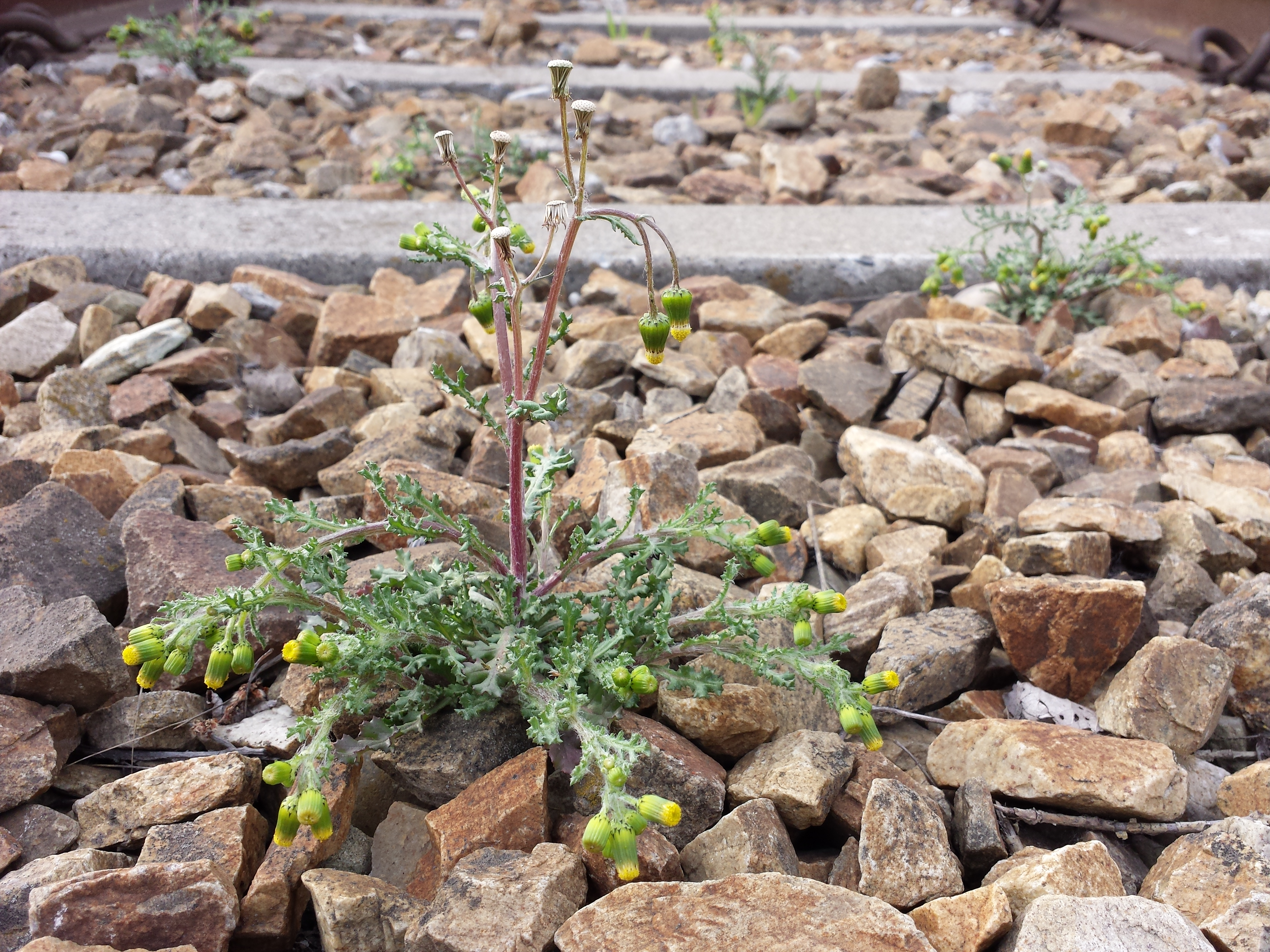
Habitus

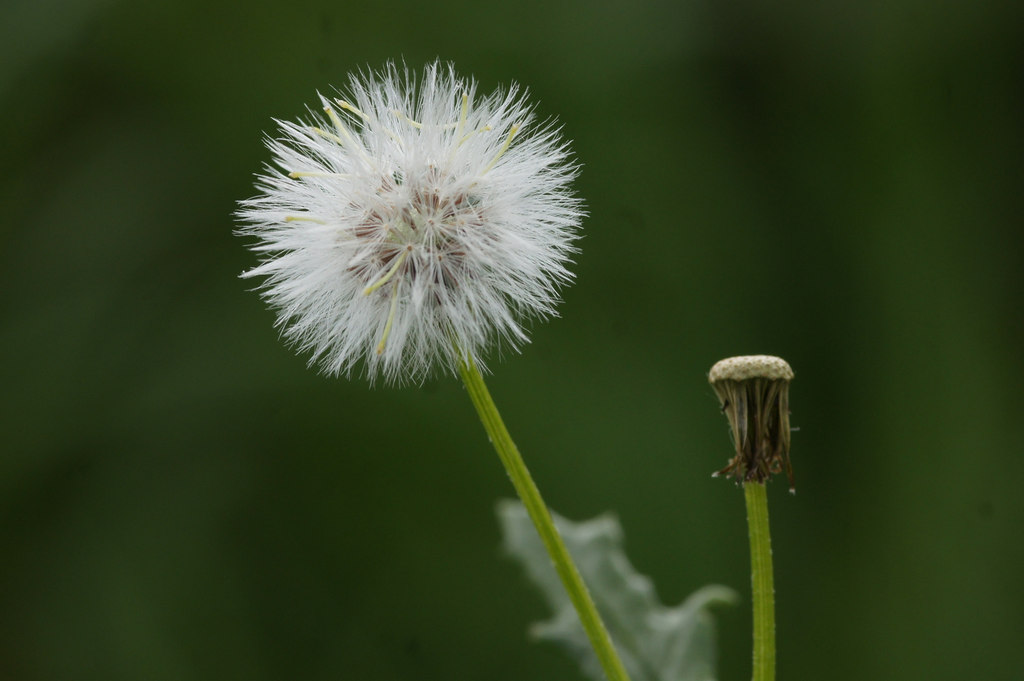
Fruchtstand

### Vegetative Merkmale
Beim Gewöhnlichen Greiskraut handelt es sich um eine einjährige oder einjährig überwinternde krautige Pflanze, die Wuchshöhen von 10 bis 30 (selten 50) Zentimetern erreicht. Die Stängel sind aufrecht, meist ästig, kahl oder spinnwebig-wollig und locker beblättert. Die mehr oder weniger kahlen Laubblätter sind buchtig gelappt bis fiederspaltig mit dreieckigen bis länglich-eiförmigen Abschnitten. Sie sind ringsum ausgebissen gezähnelt. Die unteren Laubblätter sind in einen breit geflügelten Stiel zusammengezogen, die oberen sind sitzend.

### Generative Merkmale
Das Gewöhnliche Greiskraut blüht das ganze Jahr hindurch und ist unter den Greiskräutern sehr leicht an seiner geringen Größe und den meist fehlenden Zungenblüten zu erkennen. Die Köpfe sind kurz gestielt und stehen in gedrängten, ebensträußigen Blütenständen. Die Körbchen besitzen eine doppelte Hülle. Die Außenhülle besteht aus meist zehn schmal lanzettlichen oder pfriemlichen kleinen Hüllblättern, deren oberer Teil fast bis zur Hälfte schwarz oder dunkelbraun gefärbt ist. Die Hüllblätter sind anliegend und spreizen sich zur Reife. Die bei einer Länge von etwa 4 Millimetern sowie einem Durchmesser von etwa 8 Millimetern ziemlich klein und zylinderförmig oder nach oben verengten Blütenkörbchen enthalten 60 bis 80 zwittrige Röhrenblüten. Zungenblüten fehlen meist vollständig (außer bei Senecio vulgaris subsp. denticulatus), während die anderen Greiskraut-Arten oft gut ausgebildete, mindestens aber kurze und zurückgerollte Zungenblüten besitzen.
Die Chromosomenzahl beträgt 2n = 40.

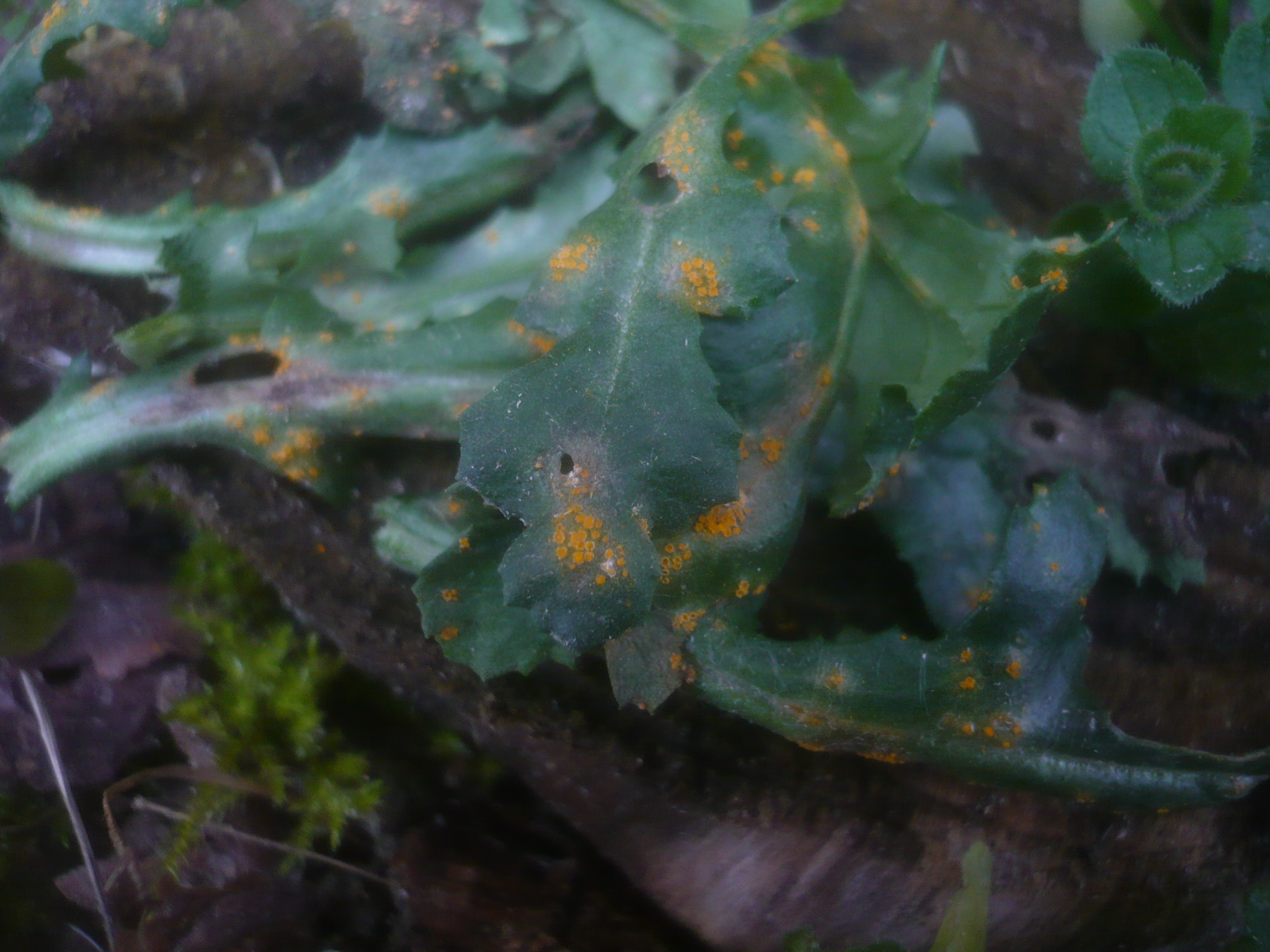
Gewöhnliches Greiskraut befallen vom Rostpilz Puccinia lagenophorae

Ursprüngliches Verbreitungsgebiet in Eurasien und Afrika

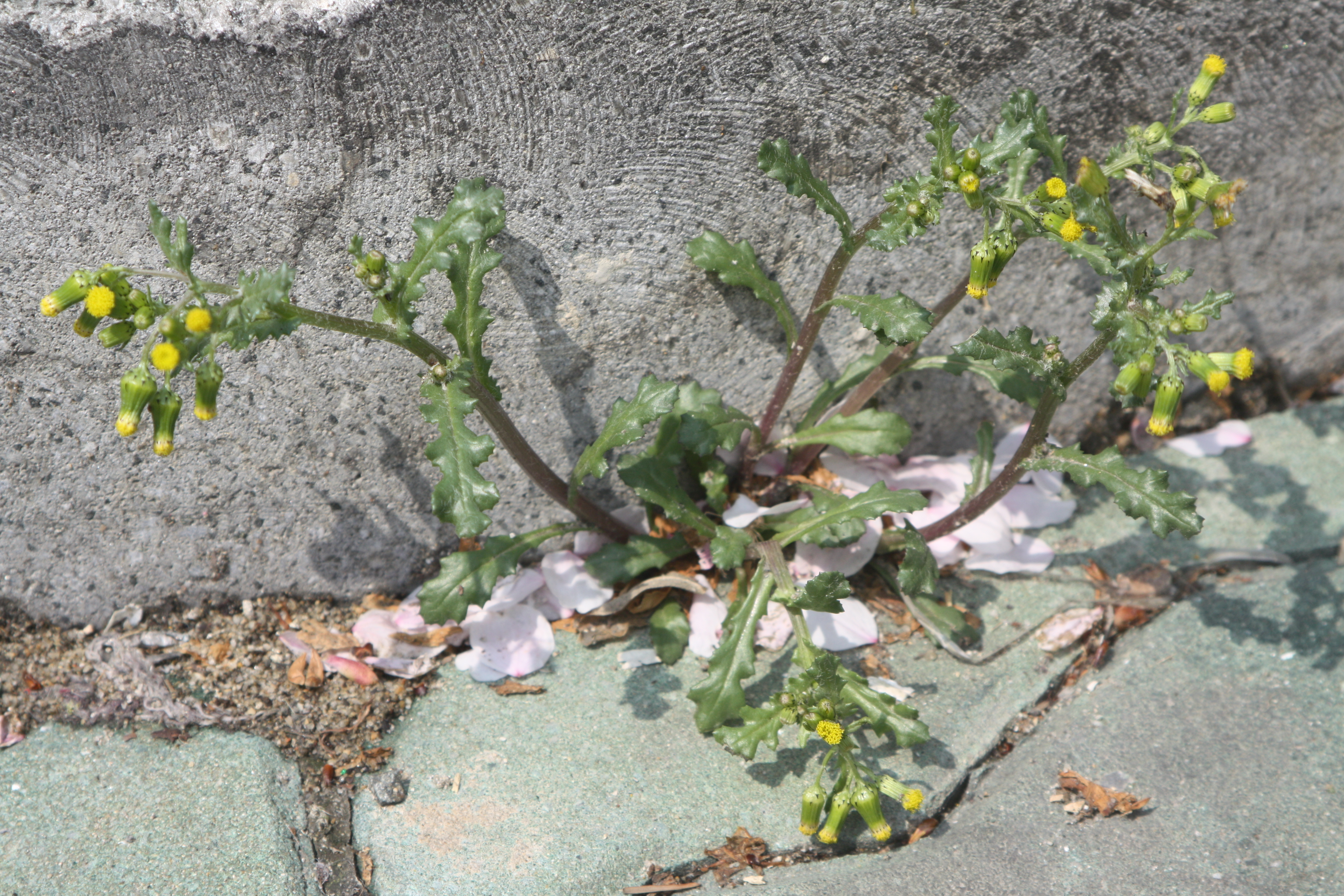
Habitus als Ruderalpflanze

## Ökologie und Phänologie
Das Gewöhnliche Greiskraut ist ein Therophyt, sommer- oder winterannuell (und dann oft eine Halbrosettenpflanze). Es wurzelt bis 45 Zentimeter tief und ist ein Stickstoff- und Garezeiger.
Die Blüten sind ohne Blühperiodizität und blühen deshalb auch im Winter. Blütenökologisch handelt es sich um „Körbchenblumen“. Bestäuber sind Bienen und Schwebfliegen; auch spontane Selbstbestäubung ist erfolgreich.
Die Diasporen sind Achänen mit Pappus; sie werden durch den Wind ausgebreitet (Schirmchenflieger). Die Fruchtwand ist mit weichen Haaren besetzt, die bei Feuchtigkeit Schleimfäden absondern. Dadurch wird auch die Frucht im Keimbett befestigt (Klebausbreitung). Auch Versteckverbreitung durch Wiesen-Ameisen der Gattung Tetramorium ist möglich. Als Ruderalpflanze wird sie auch durch den Menschen verbreitet. Die Fruchtreife ist ab März.
Das Gewöhnliche Greiskraut ist Wirtspflanze für die Rostpilze Puccinia lagenophorae mit Aecien und Telien und von Coleosporium senecionis mit Uredien und Telien befallen. Sie auch Wirtspflanze für die Pilze Erysibe cichoriacearum, Sphaerotheca humuli, Leptosphaeria dolioloides, Bremia lactucae, Coleosporium senecionis und Synchytrium aureum. Zoocecidien werden durch Stictodiplosis jacobaeae und Tephritis marginata hervorgerufen.

## Vorkommen
Das Gewöhnliche Greiskraut ist ursprünglich in Eurasien und Nordafrika weitverbreitet. Es ist fast weltweit ein Neophyt und gedeiht in allen gemäßigten bis subtropischen Gebieten. In Nordamerika ist Senecio vulgaris ein weitverbreiteter Neophyt. Es kommt beispielsweise auch in Neuseeland, Hawaii, St. Helena, Tristan da Cunha, im Jemen und in den Nilgiri Hills in Indien vor. Auch im tropischen und südlichen Afrika, in Madagaskar, in Australien, in Südamerika, in der Karibik, in Japan und Taiwan ist Senecio vulgaris ein Neophyt.
Es gedeiht in den gemäßigten und meridionalen Gebieten Europas.
Das Gewöhnliche Greiskraut ist eine typische Ruderalpflanze. Sie wächst auf frischen, nährstoffreichen, mehr oder weniger humosen, lockeren Böden aller Art wie auf Äckern, in Gärten, Weinbergen, Baustellen usw. Es ist fast überall häufig. In den Allgäuer Alpen wurde es in Bayern bei Grasgehren in einer Höhenlage von 1440 Metern beobachtet. Es steigt in der Schweiz in Arosa bis zu einer Höhenlage von 1900 Metern und in Tirol bis 2188 Metern auf.
Nach Ellenberg ist es eine Halblichtpflanze, ein Frischezeiger. Es ist eine Klassencharakterart der Ruderalgesellschaften und verwandter Acker- und Garten-Beikrautgesellschaften (Chenopodietea) und kommt auch in Pflanzengesellschaften der Klasse Secalietea vor.
Die ökologischen Zeigerwerte nach Landolt et al. 2010 sind in der Schweiz: Feuchtezahl F = 3 (mäßig feucht), Lichtzahl L = 4 (hell), Reaktionszahl R = 4 (neutral bis basisch), Temperaturzahl T = 3+ (unter-montan und ober-kollin), Nährstoffzahl N = 4 (nährstoffreich), Kontinentalitätszahl K = 3 (subozeanisch bis subkontinental).

## Systematik
Die Erstveröffentlichung von Senecio vulgaris erfolgte 1753 durch Carl von Linné in Species Plantarum, Tomus II, S. 867.
Nach den Untersuchungen von Joachim W. Kadereit 1984–1985 ist Senecio vulgaris durch Verdoppelung des Chromosomensatzes aus dem Frühlings-Greiskraut (Senecio leucanthemifolius subsp. vernalis, Syn.: Senecio vernalis) entstanden.
Je nach Autor gibt es bei der Art Senecio vulgaris zwei Unterarten:
- Senecio vulgaris L. subsp. vulgaris: Sie hat keine Zungenblüten.[12]
- Senecio vulgaris subsp. denticulatus (O.F.Müll.) P.D.Sell (Syn.: Senecio denticulatus O.F.Müll.): Bei dieser Unterart sind Zungenblüten vorhanden.[12] Sie kommt in Spanien, Frankreich, Großbritannien, Schweden, Deutschland, Dänemark, Sizilien und auf Inseln in der Ägäis vor,[11] besonders in Küstennähe.[12]

## Trivialnamen
Weitere deutschsprachige Trivialnamen sind Goldkraut, Kreuzwurz, Speykreuzkraut und Grindkraut. Umgangssprachlich sind teilweise auch die Kurzformen Greiskraut oder Kreuzkraut anzutreffen, diese sind aber biologisch nicht eindeutig, da damit jede Art der Gattung Greiskräuter gemeint sein könnte.
Griechisch wurde das Gewöhnliche Greiskraut auch als Erigeron bezeichnet.

## Verwendung
Das Gewöhnliche Greiskraut wurde lange Zeit als Heilpflanze, etwa als blutstillendes Mittel zum Beispiel bei Nasenbluten gebraucht, doch wegen ihrer Giftigkeit durch Pyrrolizidinalkaloide ist davon abzuraten.